# 폴 마테

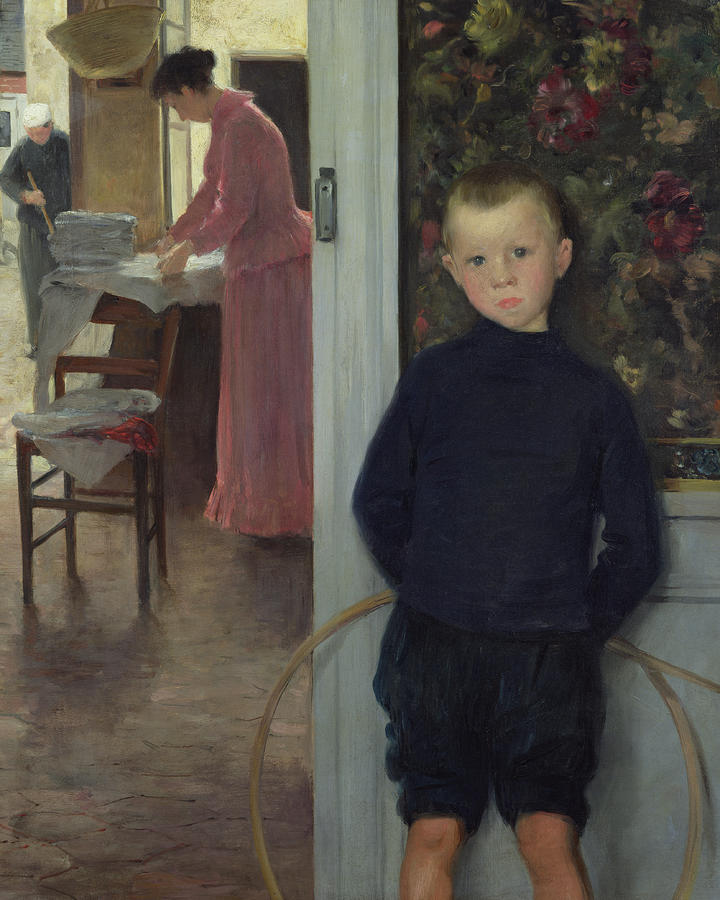
《실내의 여성과 아이》, 1890년경, 오르세 미술관

폴 빅토르 마테(프랑스어: Paul Victor Mathey, 1844년 11월 14일~1929년 11월 24일)는 프랑스의 화가이자 판화가이다.

## 생애
1844년 파리에서 태어난 마테는 그림 복원가의 아들로, 파리국립미술학교에서 레옹 코니에, 이지도르 필스, 알렉시스조제프 마즈롤 등의 화가에게서 미술을 배웠다. 그는 1868년부터 파리 살롱에 작품을 출품하기 시작했고, 인정받는 초상화가가 되었다. 마테는 종종 자신의 작업실에서 자신과 친한 예술가들을 그리곤 했다.
복제자와 원본 제작자 사이에 갈등이 일어나던 시기, 45세였던 마테는 판화를 시작해야겠다는 생각을 했다. 당시 프랑스 예술가 협회는 다른 사람의 작품을 뜯어 고치지 않는 사람들에게 조각가라는 직함을 부여하는 것에 이의를 제기했다. 협회는 그들을 살롱에서, 그리고 적어도 수상(受賞)에서 제외시키고 싶어했다. 마테는 판화가 막심 라랜의 에칭 논문(Traité de gravure à l'eau-forte)을 통해 필요한 기술 정보를 가져온 후 노트에서 스케치를 가져와 조각했다. 그 그림은 그가 약 10년 전에 그린 아버지의 초상화였다.
그의 작품은 상을 여러 번 받았다. 그는 1876년 살롱에서 3등 메달을, 1885년 살롱에서 2등 메달을, 1889년 만국박람회에선 금메달을 수상했으며 1889년 10월 29일 레지옹 도뇌르 훈장을 받았다.
마테는 85세의 나이로 파리 7구에서 사망했으며 페르 라셰즈 묘지 6구역에 안장되었다.

## 작품

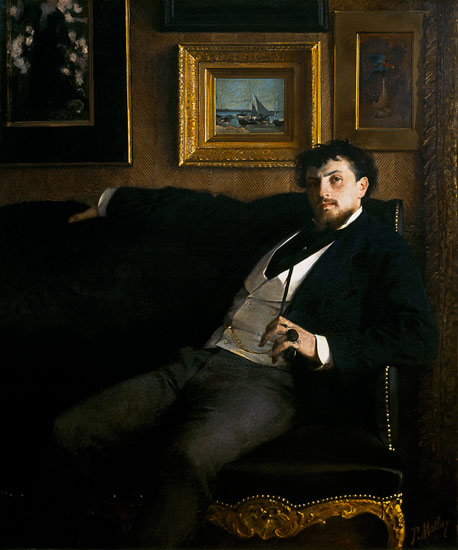
《에르네스트 앙주 뒤에의 초상화》, 1876년, 아라스 미술관
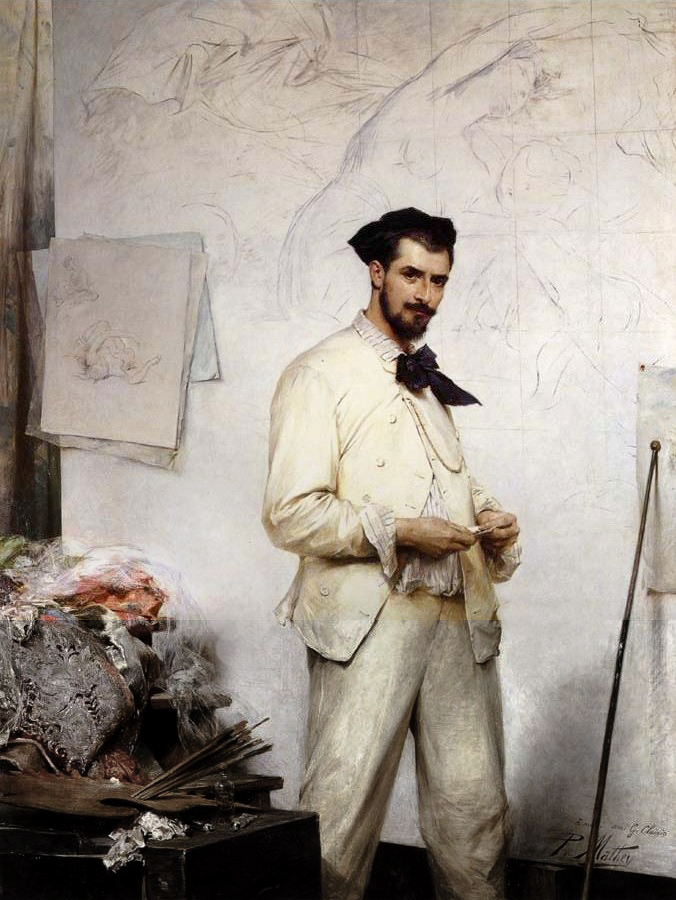
《조르주 클래랭의 초상화》
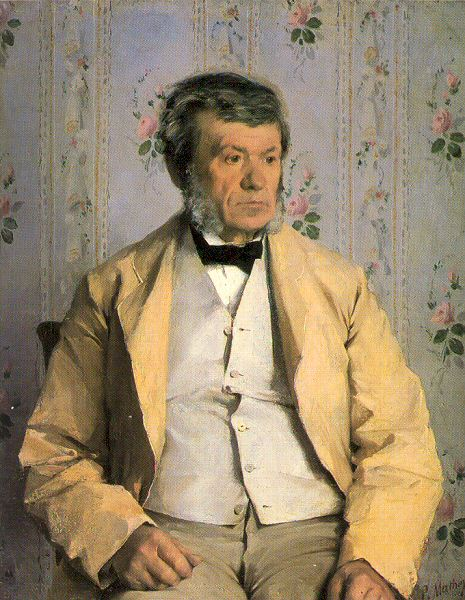
《화가의 아버지 피에르 마테의 초상화》, 1887년경, 오르세 미술관
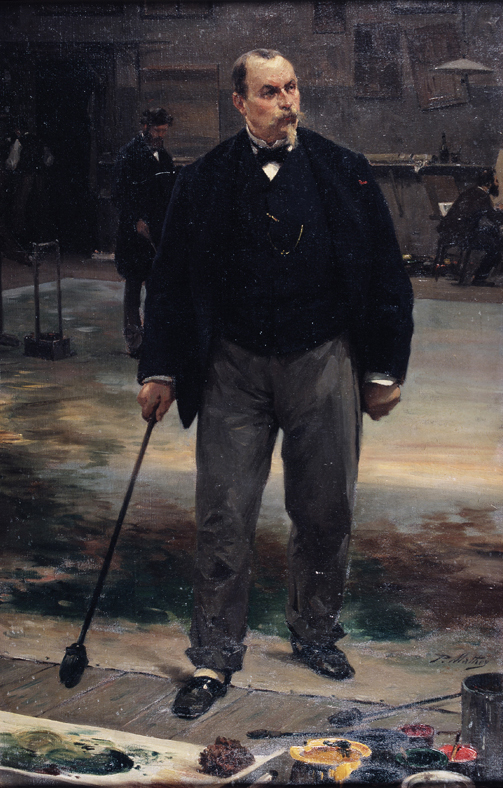
《화가이자 오페라 가르니에의 장식자 오귀스트 알프레드 루브의 초상화》, 브레스트 미술관
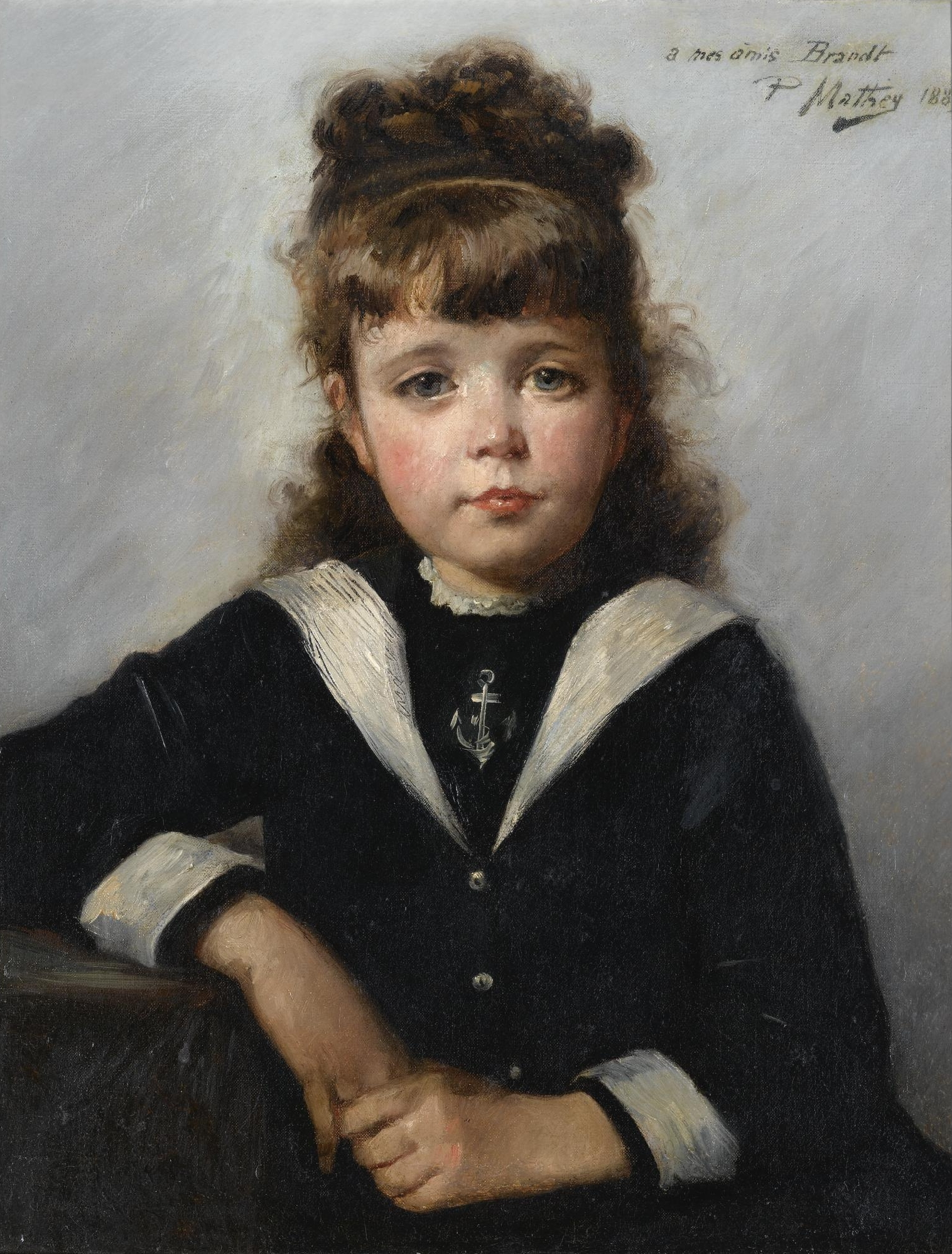
《선원의 딸》, 1889년
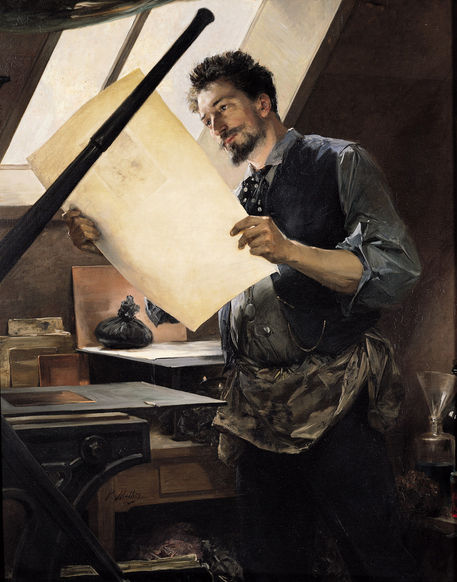
《펠리시앙 롭의 초상화》, 1888년경, 베르사유 궁전